# Märchenpark Salzwedel

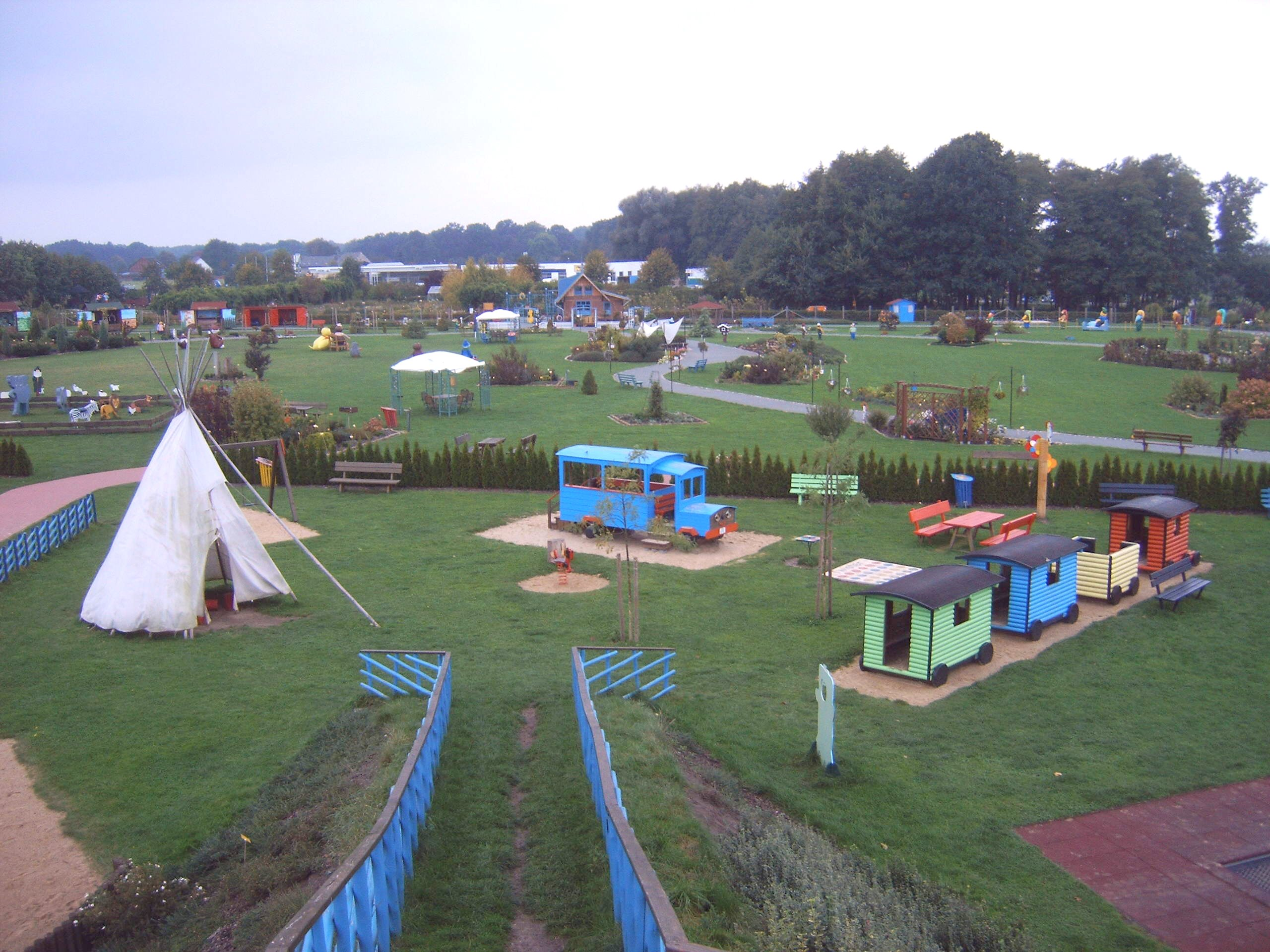
Blick vom Spielplatzhügel zum Eingang

Der Märchenpark Salzwedel ist ein Freizeitpark südlich der Stadt Salzwedel in Sachsen-Anhalt.

## Anlage
Der ganzjährig geöffnete Park umfasst eine Fläche von 45.000 m² und richtet sich vor allem an Familien mit kleineren Kindern. Im Park befinden sich 35 Märchenhütten, die bekannte deutsche Märchen darstellen. Sieben Hütten stellen die Geschichte von Max und Moritz, weitere acht Hütten regionale Sagen aus Salzwedel und der Altmark dar.
In der Mitte des Parks befindet sich ein großer Spielplatz mit einer 5-m-Rutsche, Kletterwand, Trampolin, einer Doppelseilbahn, einem Seilkarussell, einer Wasseranlage und weiteren Spielgeräten.

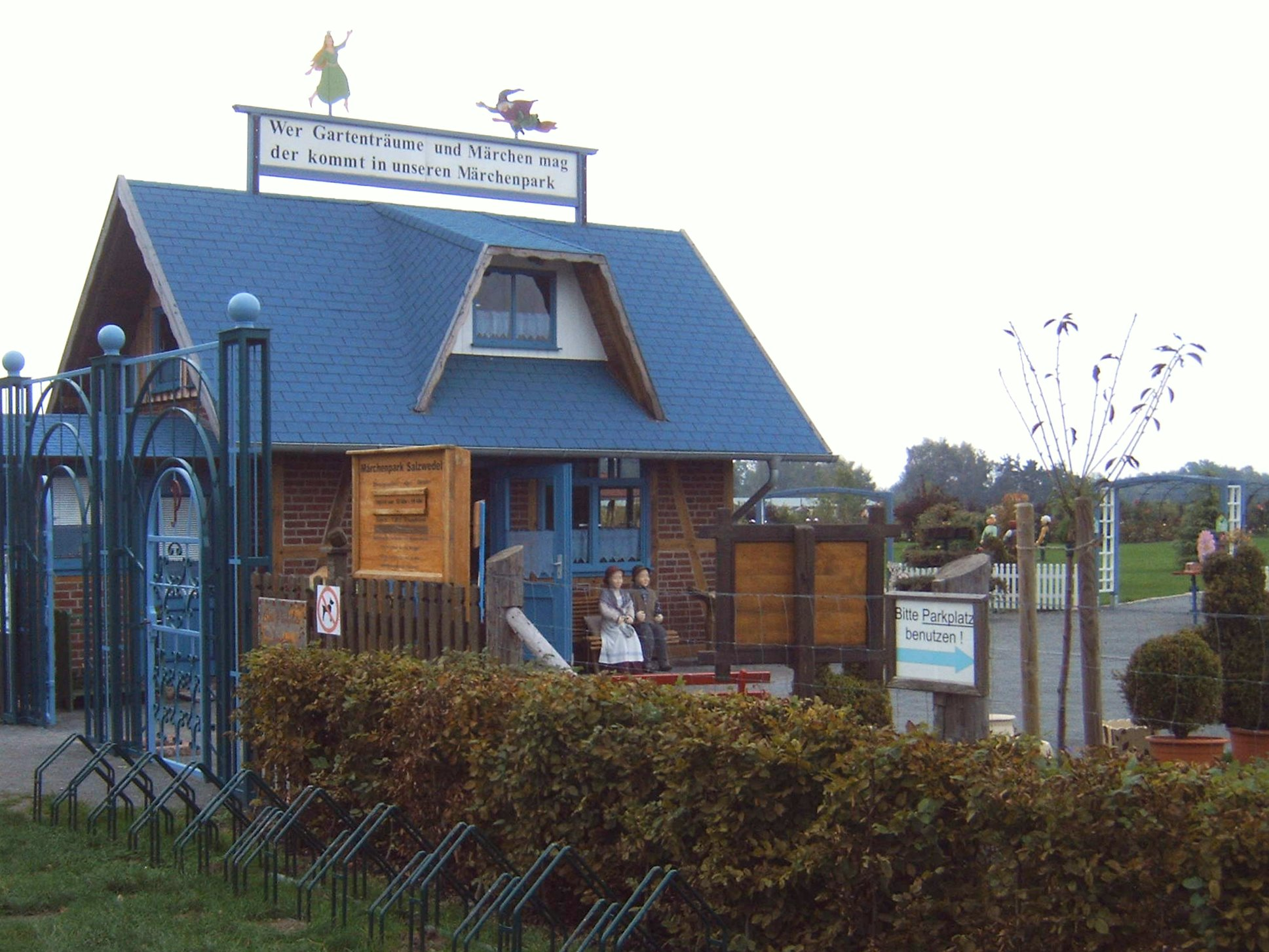
Eingang

Diverse Pavillons und Sitzgelegenheiten ermöglichen Picknicks. Auch Grillen ist nach Voranmeldung erlaubt. Die Parkanlagen sind mit Beeten in unterschiedlichen Formen (asiatischer Garten, Rosenbogengang, Apfelspalier) gestaltet. Viele Figuren, die bekannten Märchen (Die sieben Zwerge) oder Fernsehgestalten (Pittiplatsch, Bernd das Brot, Schnatterinchen, der Sandmann) nachempfunden sind, stehen über das Gelände verteilt. Eine Fachwerkstraße, eine maßstabsgetreue Nachbildung des Sonnensystems, ein mit bemalten Steinen gestaltetes Areal (Steinreich) und eine einer historischen Burg nachempfundene Anlage sind weitere Besonderheiten. Go-Karts können ausgeliehen werden. Es gibt auch gastronomische Betreuung.
Gegenüber dem Parkeingang befindet sich das zugehörige Gelände „Irrgarten des Lebens“, ehemals „Duft- und Tastgarten“. Er führt durch die „Stationen des Lebens“ von „Geburt“ bis „Paradies“.
Die zum Märchenpark gehörende Spielscheune kann unabhängig vom Park besucht werden. Sie beinhaltet einen Kletterparkour, Rutschen und Bällebad sowie gastronomische Verköstigung.

## Geschichte

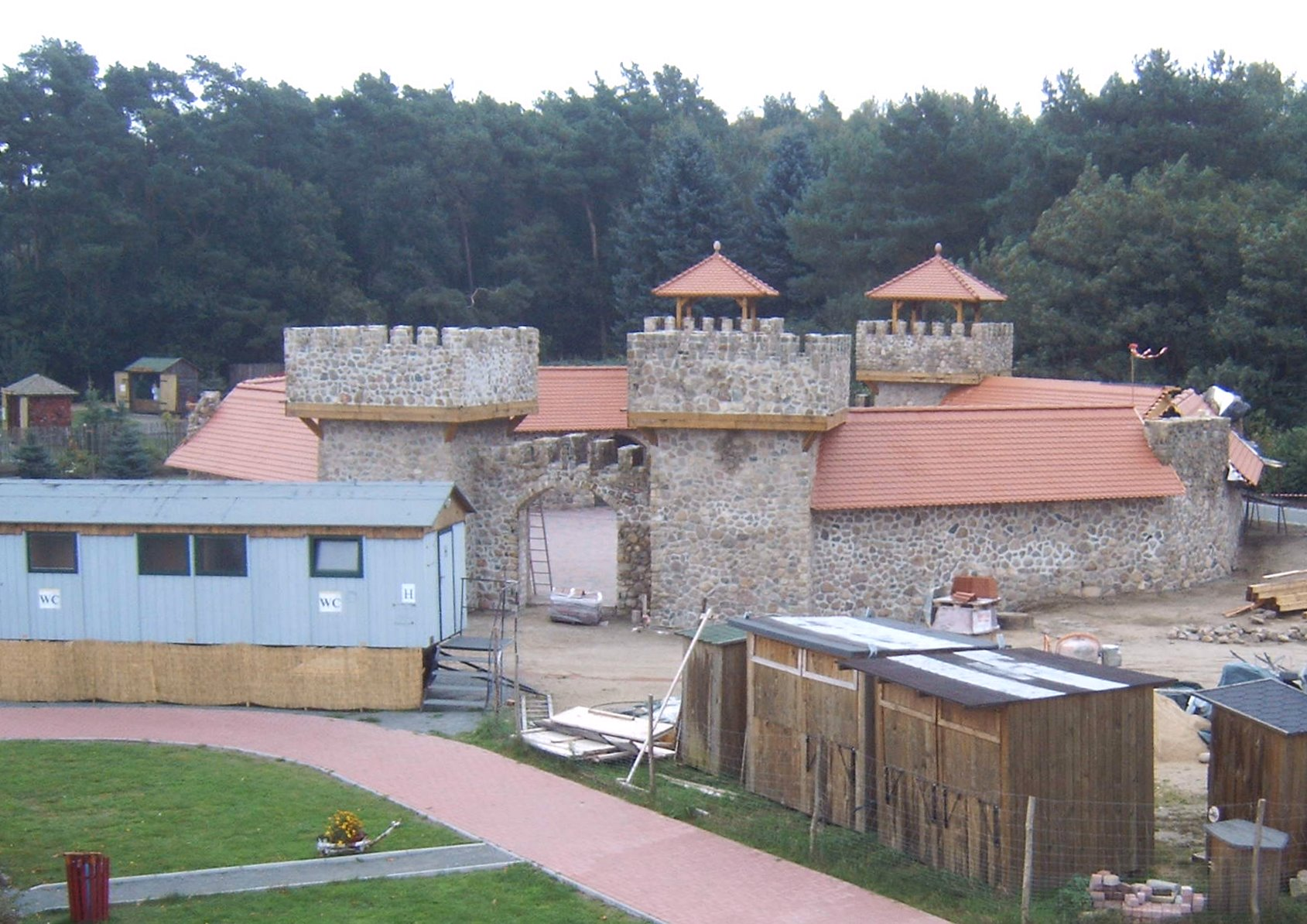
Burg (im Bau)

Zunächst war ab 1998 der Duft- und Tastgarten entstanden. Im Zuge einer Arbeitsbeschaffungsmaßnahme entstand ab dem Frühjahr 2003 dann der Märchenpark. Beteiligt an dem Vorhaben waren neben der Agentur für Arbeit die Stadt Salzwedel und die Jeetze-Landschaftssanierung.
Noch im Jahr 2003 erfolgte die Eröffnung. Entstanden waren neben Wegen und Beeten die Märchenhütten, die Max-und-Moritz- und die Sagenhütten. Auch Figuren wie Pittiplatsch und Sandmann waren bereits aufgestellt.
2004 wurde der im Zentrum der Anlage befindliche Berg für die Rutschen aufgeschüttet. Neben mehreren Pavillons entstanden die ersten drei Häuser der Fachwerkstraße, das Steinreich und weitere Figuren. Auch wurde die Nachbildung des Sonnensystems installiert. Die Eröffnung der Rutschen, die Anlage der Japan- und Rosenbeete, Großdame und -schach sowie die Einführung der Gokarts fand dann 2005 statt.
Im Jahr 2006 begann der Bau der Burg, der mittlerweile abgeschlossen ist. Es entstanden das Trampolin, das Twisterspiel und die Wasseranlage. Neben Rosenspalier (30 m) und Apfelspalier (15 m) wurden auch die Arbeiten an der Fachwerkstraße abgeschlossen. Hier entstand ein Eisverkaufsstand.

## Veranstaltungen
Regelmäßig finden Veranstaltungen statt, bspw. ein zum Advent stattfindendes Märchenfest, bei welchem das gesamte Areal weihnachtlich beleuchtet ist.